# 岩間墨頭魚
岩间墨头鱼（学名：Garra rupecula）为輻鰭魚綱鯉形目鲤科的其中一種，分布於亞洲印度阿魯納恰爾邦，體長可達6.5公分，棲息在高山溪流。